# Judengebäude

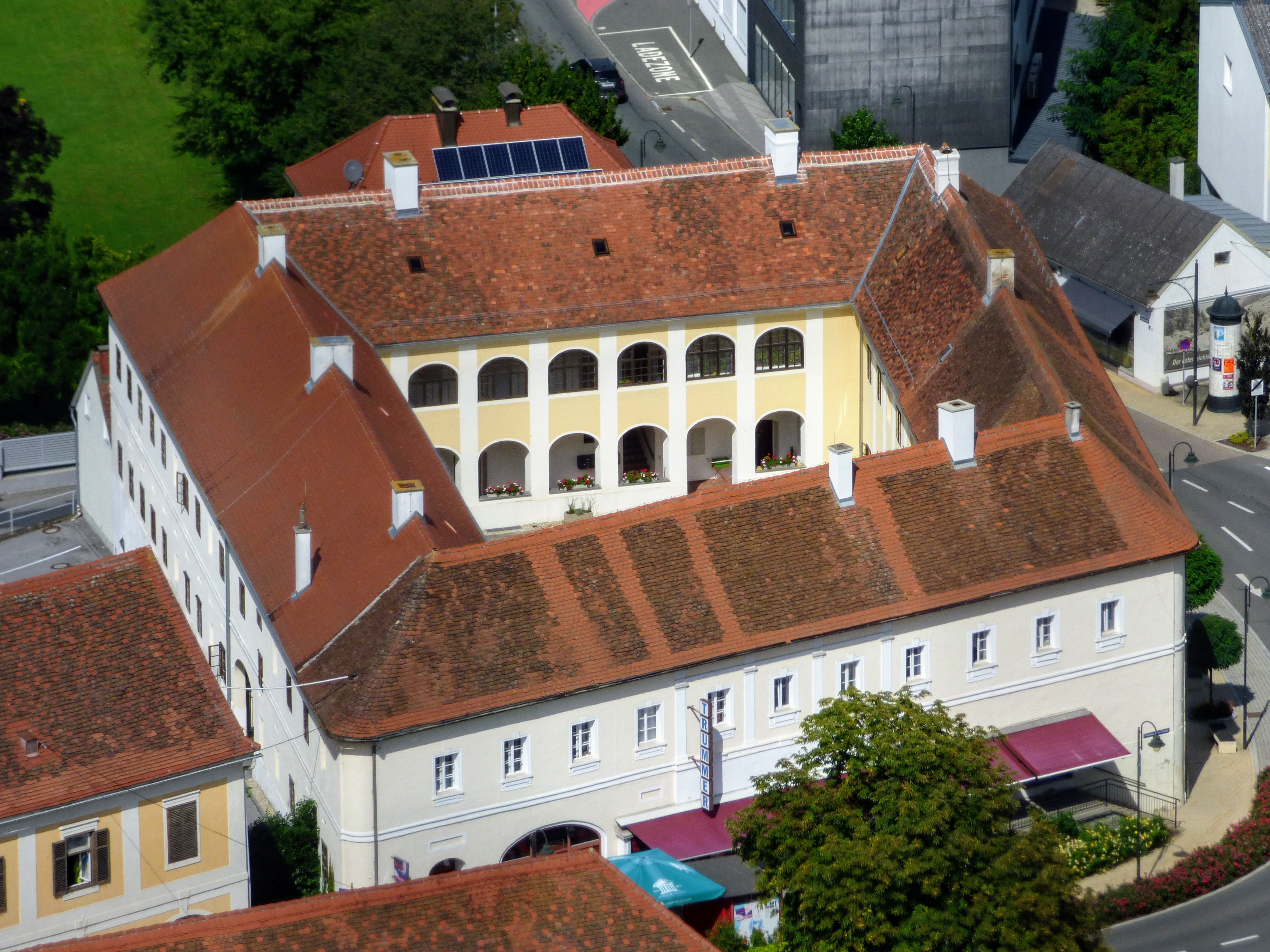
Das Judengebäude von der Burg Güssing aus gesehen

Das Judengebäude ist ein historisches Gebäude aus dem 18. Jahrhundert in der Stadt Güssing im gleichnamigen Bezirk im österreichischen Bundesland Burgenland. Seine Bezeichnung erhielt es aufgrund seiner Nutzung als Wohn- und Geschäftshaus durch die ehemalige jüdische Bevölkerung der Stadt. Es steht unter Denkmalschutz (Listeneintrag) und wird bis heute für Wohn- und Geschäftszwecke genutzt.

## Lage und Beschreibung
Das Bauwerk steht an der Ecke Marktplatz und Pater-Gratian-Leser-Straße in der ehemaligen Unteren Stadt im Zentrum von Güssing. Es schließt den Marktplatz, der an den nordöstlichen Ausläufern des Schlossberges mit der Burg Güssing liegt, westseitig ab. Im Südosten wird er begrenzt vom ehemaligen Stadtmeierhof und dem Geburtshaus des ungarischen Dichters Franz Faludi, und im Süden grenzt der Park des Schlosses Draskovich an. Im Südwesten im Verlauf der Manliusgasse erhebt sich der Schlossberg, und Richtung Westen führt die Pater-Gratian-Leser-Straße Richtung Innenstadt. Etwa 100 m entfernt liegen dort das Franziskanerkloster mit der Klosterkirche und der Batthyány-Gruft und das Kastell Batthyány.
Beim Gebäude handelt es sich um einen zwei- bis dreigeschoßigen Vierkanter mit Satteldach. Der große, frei stehende Bau hat im Süden und Norden je 11 Fensterachsen, im Westen 16 und im Osten 14. Seine Fassade ist mit Ausnahme der Südseite relativ schmucklos gestaltet, und verfügt größtenteils nur über Farbfaschen und ein rund um das Gebäude laufendes flaches Gesims zwischen erstem und zweitem Geschoß. An der platzseitigen Fassade ist im Zentrum ein Reliefwappen der Familie Batthyány vorhanden. Die Südseite zur Pater-Gratian-Leser-Straße hin verfügt über ornamentierte Putzfaschen und eine Mittelrisalitgliederung mit flachen Pilastern. An der nördlichen Hofseite sind zweigeschoßige Pfeilerarkaden vorhanden. Der Innenhof kann über einen offenen Stiegenaufgang vom Marktplatz aus erreicht werden, oder durch ein breites rundbogiges Zufahrtstor an der Westseite.

## Geschichte

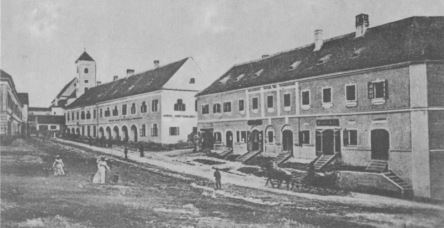
Die heutige Pater-Gratian-Leser-Straße mit dem Judengebäude rechts im Jahre 1903

Errichtet wurde das Gebäude in der zweiten Hälfte des 18. Jahrhunderts unter Karl II. Graf Batthyány (1742–1814) aus der Scharfensteiner Linie der Familie, die von dessen Vater Adam III. (1704–1782) begründet wurde, als Standort einer Baumwollspinnerei. Karl ließ bereits 1801 in seiner Herrschaft Burgau die erste vollmechanische Spinnerei nach englischem Vorbild in der Habsburgermonarchie errichten. Nachdem Karl aber vor Inbetriebnahme der neuen Spinnerei in Güssing im Jahr 1814 verstarb, übergab sein Bruder und Erbe Johann Nepomuk I. (1744–1831) das Bauwerk 21 jüdischen Familien als Unterkunft. Die Juden der Stadt hatten von 1742 bereits vom damaligen Grundherren Ludwig I. Ernst die Erlaubnis erhalten, im Stadtmeierhof auf der anderen Seite des Marktplatzes Wohnungen für 14 Parteien und eine Synagoge einzurichten. Im Keller des Meierhofes betrieb die Gemeinde auch ein rituelles Bad (Mikve).
Das Judengebäude lag damit im Zentrum des jüdischen Ghettos, in unmittelbarer Nachbarschaft zu weiteren jüdischen Einrichtungen. Die beiden im Norden angrenzenden Bauten links und rechts der Pater-Gratian-Leser-Straße waren etwa ursprünglich im Eigentum jüdischer Familien stehende Beherbergungsbetriebe. Das heute als Latzer-Haus bekannte und unter Denkmalschutz stehende Wohn- und Geschäftshaus auf Hausnummer 6 war bis zur NS-Zeit als Hotel zum goldenen Hirschen bekannt und stand im Eigentum der Familie Latzer. Einige Meter nördlich des Judengebäudes lag die sogenannte Judenbrücke, ein 1788 errichtetes Bauwerk, das den Stadtgraben überspannte. Dieser verlief parallel zur Grabenstraße und unterquerte die heutige Dammstraße Richtung Strem. Ihren Namen erhielt die Judenbrücke durch einen rituellen Brauch, bei dem die Gläubigen sich im Gebet auf der Brücke mehrfach gegen die Flussrichtung verneigten, und um Vergebung ihrer Sünden baten.

## Fotogalerie

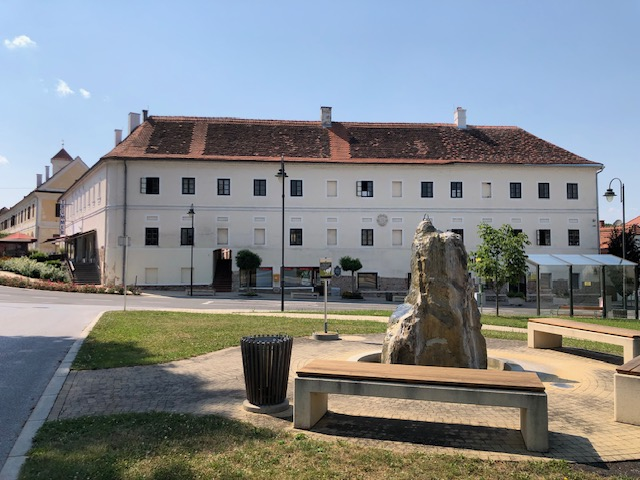
Ostseite vom Marktplatz aus gesehen
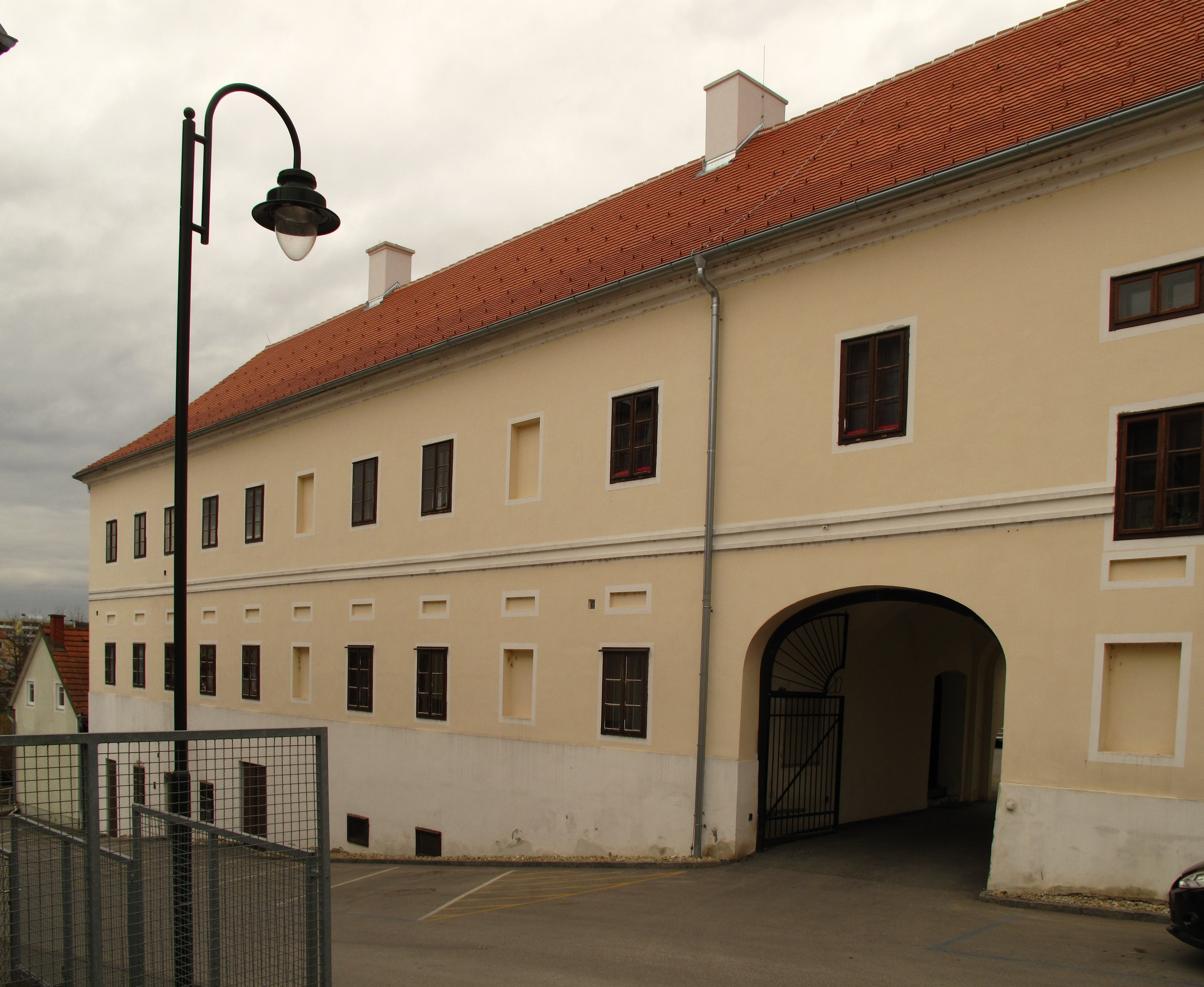
Westseite mit Zufahrtstor
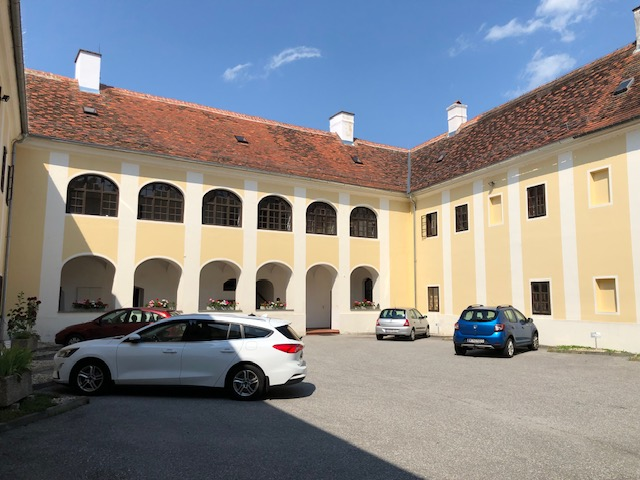
Innenhof mit den Pfeilerarkaden
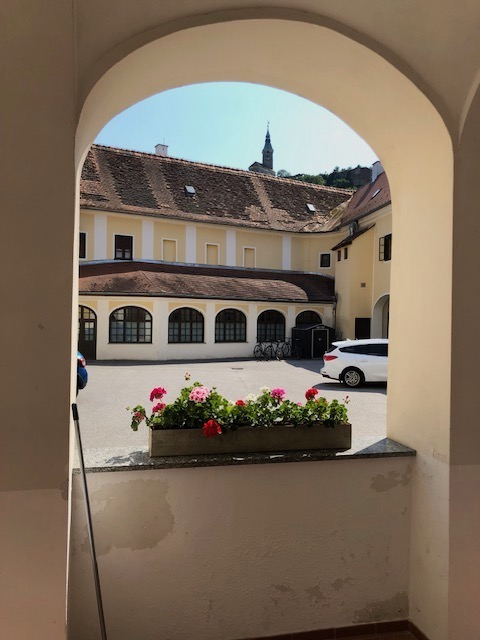
Blick vom Innenhof auf Burg Güssing
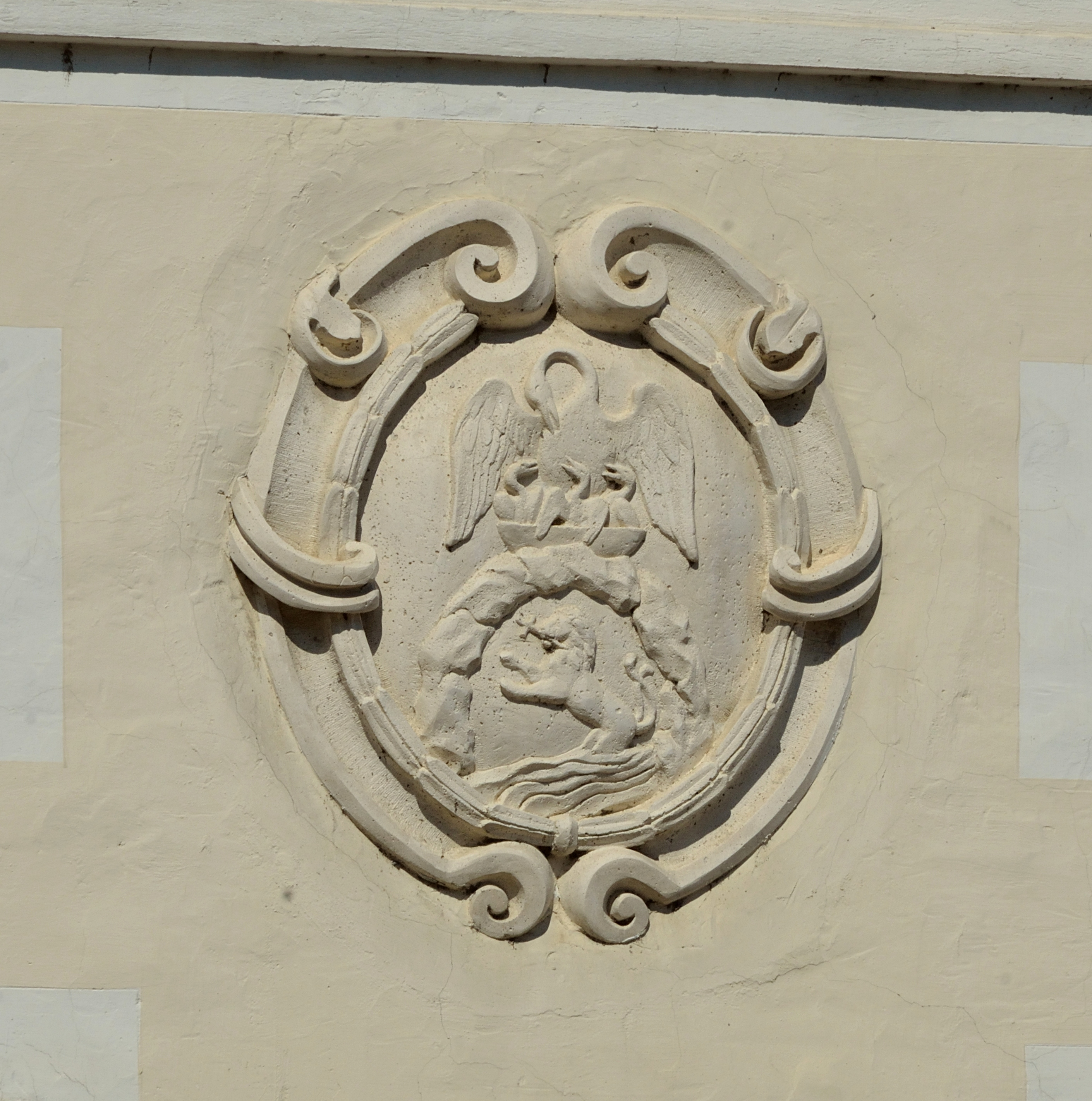
Wappen der Batthyány an der Ostfassade